# Jagdstaffel 44
A Jagdstaffel 44, conhecida também por Jasta 44, foi um esquadra de aeronaves da Luftstreitkräfte, o braço aéreo das forças armadas alemãs durante a Primeira Guerra Mundial. A esquadra abateu 19 aeronaves inimigas, incluindo 4 balões.